# ادی فان هارنس
ادی فان هارنس (انگلیسی: Eddy Vanhaerens؛ زادهٔ ۲۳ فوریهٔ ۱۹۵۴) دوچرخه‌سوار اهل بلژیک است.